# Henri Lôo
Henri Lôo, né le 5 mai 1938 à Nevers, est un psychiatre français, professeur des universités-praticien hospitalier honoraire au centre hospitalier Sainte-Anne à Paris de 1985 à 2003.

## Activités
Il obtient son diplôme de médecin à la faculté de médecine de Paris en 1970 et se spécialise en neuropsychiatrie. Il est chef de clinique à l'hôpital Cochin, puis obtient l'agrégation de médecine en 1976. Il est PU-PH à l'université Paris-Descartes jusqu'à sa retraite en 2007.
Il est rédacteur en chef de la revue médicale L'Encéphale (Paris)[Quand ?]. Il a été coprésident avec Jean-Pierre Olié du comité scientifique du 11e Congrès de L'Encéphale (2013).
Il est membre  titulaire de l'Académie nationale de médecine depuis 2005.
Il est le président de l'Association des amis de Pierre Deniker pour l'enseignement de la psychiatrie.

## Distinctions
- Chevalier de la Légion d'honneur[2].
- Officier de l'ordre national du Mérite[2].

## Œuvres
- Avec Pierre Lôo, le stress permanent, Masson, 1995, 115 p. (ISBN 2-225-80702-7)
- Avec Thierry Gallarda, La maladie dépressive, Flammarion, coll. « Dominos », 1997, 127 p. (ISBN 978-2-08-035491-4).
- avec Henry Cuche, Je suis déprimé mais je me soigne, J'ai lu, 1999, 248 p. (ISBN 978-2-277-07009-2).
- avec Thierry Gallarda, Troubles dépressifs et personnes âgées, John Libbey Eurotext, coll. « Pathologie Science », 2001, 162 p. (ISBN 978-2-7420-0277-1, lire en ligne).
- avec Pierre Lôo, La dépression, PUF, coll. « Que sais-je ? », 2001, 128 p. (ISBN 978-2-13-051968-3).
- avec Jean-Pierre Olié et Marie-France Poirier, Les maladies dépressives, Flammarion Médecine, coll. « Psychiatrie », 2003, 637 p. (ISBN 978-2-257-16532-9).
- avec Jean-Pierre Olié, Cas cliniques en psychiatrie, Paris, Médecine Sciences Publications, coll. « Cas cliniques », 2009, 205 p. (ISBN 978-2-257-00076-7).
- avec David Gourion, Guérir de la dépression : les nuits de l'âme, Paris, Odile Jacob, 2007, 239 p. (ISBN 978-2-7381-1996-4, lire en ligne).
- avec David Gourion, Le meilleur de soi-même : empathie, attachement et personnalité, Paris, Odile Jacob, coll. « Psychologie », 2011, 200 p. (ISBN 978-2-7381-2409-8).